# Wojskowa Komenda Uzupełnień w Ełku
Wojskowa Komenda Uzupełnień w Ełku – terenowy organ wykonawczy Ministra Obrony Narodowej w sprawach administracji wojskowej.

## Podległość
Wojskowa Komenda Uzupełnień (WKU) w Ełku jest terenowym organem wykonawczym Ministra Obrony Narodowej w sprawach operacyjno – obronnych i rządowej administracji niezespolonej, a także terenowym organem administracji wojskowej właściwym w sprawach administrowania rezerwami. Wojskowa Komenda Uzupełnień w Ełku bezpośrednio podlega Wojewódzkiemu Sztabowi Wojskowemu w Olsztynie.

## Obszar działania
Działalnością Wojskowej Komendy Uzupełnień w Ełku kieruje w oparciu o obowiązującą zasadę jednoosobowego dowodzenia Wojskowy Komendant Uzupełnień.
Swoim działaniem obejmuje teren trzech powiatów:
- ełckiego,
- piskiego,
- oleckiego.

Ludność ogółem w powiatach liczy ponad 193 000 osób. Przeciętna gęstość zaludnienia wynosi 54 os/km². Największą jednostką osadniczą jest aglomeracja ełcka – mieszka w niej ponad 60 tys. osób co stanowi ponad 31% ludności regionu.

## Struktura organizacyjna
Wojskowa Komenda Uzupełnień w Ełku posiada stały skład organizacyjny obejmujący wydziały i samodzielne stanowiska tj.:
- Komenda,
- Wydział Planowania Mobilizacyjnego i Administrowania Rezerwami,
- Wydział Rekrutacji.

## Komendanci WKU w Ełku
Źródło.
1. por. Fryderyk Ferszt (1948–1950)
2. por. Pałubiński (1951–1952)
3. 1952–1954 r. – kpt. Stefański
4. 1955–1958 r. – mjr Zieliński
5. 1959–1963 r. – mjr Alfred Borysewicz
6. 1963–1965 r. – mjr Stanisław Mielcarek
7. 1966–1971 r. – ppłk Józef Kulikowski
8. 1971–1975 r. – płk Henryk Kamiński
9. 1975–1982 r. – ppłk Józef Urbaniak
10. 1982–1991 r. – ppłk Ryszard Płucienniczak
11. 1991–1996 r. – płk Edward Remiszewski
12. 1996–2002 r. – ppłk Stanisław Drozdowski
13. 2002–2007 r. – ppłk Czesław Przyborowski
14. 2007–2009 r. – ppłk Mariusz Sztorc
15. 2009–2010 r. – ppłk Krzysztof Gala
16. 2011–2011 r. – ppłk Zenon Ćwiek
17. 2012–2018 r. – ppłk Ryszard Wiśniewski
18. od 2019 r. – ppłk Mirosław Morawski[2]